# Feminisme dialògic
El feminisme dialògic és un corrent del feminisme que es basa en el reconeixement de la igualtat entre totes les dones que lluiten al moviment feminista i lluita per acabar amb la exclusió per raons d'ètnia, edat, cultura, formació, etc. A més a més, mira de fer possible les diferents aportacions de totes les dones silenciades anteriorment amb els corrents del feminisme de la igualtat i el feminisme de la diferència.
Parlem d'un feminisme universal i de la lluita per la igualtat d'oportunitats de totes les dones des del respecte vers les seves identitats i les seves experiències, tenint en compte que no hi ha un model únic de dona, sinó que totes les aportacions poden ser vàlides i enriquidores. Perquè totes les dones se sentin identificades amb els moviments feministes i puguin reivindicar els seus drets, és necessari incorporar les seves veus i els seus punts de vista en un pla d'igualtat.
El moviment s'inicia a finals del segle xx, amb el mètode pedagògic de Paulo Freire i l'acció comunicativa de Jürgen Habermas, encara que el terme de feminisme dialògic, aportat per Lídia Puigvert, és presentat per primera vegada en el Congrés Noves Perspectives Crítiques en l'Educació (Barcelona, 1994).
 

Aquest moviment es va difondre per part de feministes que consideraven que la base per emprendre una lluita comuna i coherent per la igualtat és el diàleg. 

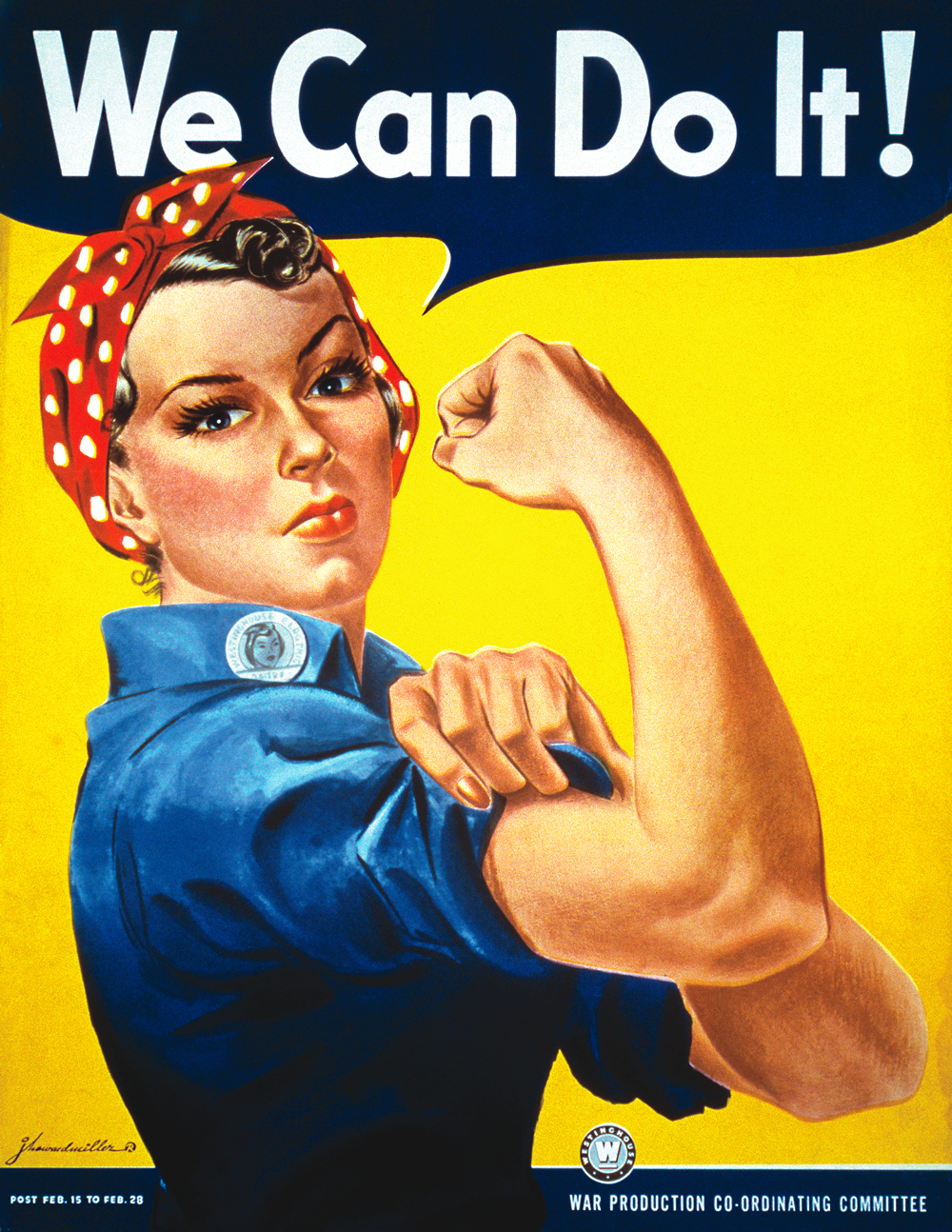
És un cartell de propaganda de guerra nord-americà creat per J. Howard Miller al 1943 per a Westinghouse Electric com imatge inspiradora per aixecar la moral dels treballadors. Posteriorment va ser utilitzada per promoure el feminisme.

## Breu cronologia del feminisme

### Primera onada: El feminisme de la igualtat
A principis del segle xx, durant la Revolució industrial, comença el feminisme de la igualtat per part de les sufragistes per tal de reivindicar:
- El dret a vot universal, ja que les dones no tenien dret a vot, situant-les així en una posició d'inferioritat política i social.
- Accés a l'educació i a treball remunerat.
- Llibertat sexual.
- Canvi de lleis per equiparar-se en drets als homes.

A l'Estat espanyol, el dret a vot es va aconseguir l'any 1931. Clara Campoamor, Victoria Kent i Margarita Nelken foren les úniques dones que van poder participar en el debat sobre l'aprovació del sufragi femení. Però només una d'elles, Clara Campoamor, va defensar el dret de totes les dones, mentre que les altres dues es van negar, justificant-se que les dones ignorants i faltes de cultura no haurien de tenir el dret a vot.
Aquesta primera onada va aconseguir canviar certs aspectes importants de cara als drets de la dona i la igualtat de gènere, però la seva modernitat tradicional, on s'havia de seguir un patró de conducta i uns cànons molt tancats, va excloure moltes dones per la seva classe social i cultural.
És per això que el feminisme dialògic no vol caure en l'error de no tenir en compte les veus de les altres dones que no tenen formació universitària, sinó creure en la força i la possibilitat de transformació social de totes les dones en una lluita comuna.

### Segona onada: El feminisme de la diferència
Posteriorment, sota la influència del relativisme i el postmodernisme trobem el feminisme de la diferència. El qual proposa una revisió del concepte de feminitat, tenint en compte les diferències que existeixen entre homes i dones i planteja la transgressió com a progrés. Això fa que rellevi la identitat individual. Aquesta idea reivindica el fet que tothom és diferent i, per tant, iguals pel que fa a drets, posant en la mateixa posició a totes les dones sense excepció, fet que va desencadenar la separació en diferents moviments que lluitaven de manera separada i totalment descoordinada.
Tot i que gràcies al feminisme de la diferència s'aconsegueix visibilitzar els rols i estereotips de gènere, l'opressió sexual de la dona, la violència de gènere, el maltractament psicològic, entre d'altres, en la lluita feminista no existeix l'acció conjunta amb uns objectius en comú, fet que produeix una desmobilització de moltes dones que no compartien els mateixos ideals.

### Tercera onada: El feminisme dialògic
A finals del segle XX s'esdevé un feminisme universal amb la radicalització de la democràcia, el feminisme dialògic. Aquest moviment va entendre la feminitat com una identitat inclusiva, dinàmica i igualadora, així comença la confiança en l'acció de totes les dones unides per canviar la història i la igualtat de diferències, com el dret de totes les dones de viure de forma diferent. Aquest moviment, a diferència del feminisme de la igualtat, acull tota mena de dones respectant les seves pròpies identitats i diferències.
A partir del segle xxi es comença a visualitzar un canvi on totes les dones feministes tenen veu i poden reivindicar els seus drets de forma lliure a través del diàleg. A diferència dels anteriors models feministes, la identitat de gènere no està determinada ni desconstruïda, sinó en constant canvi.
El Feminisme Dialògic es caracteritza per:
- Diàleg igualitari. Proposar el diàleg com a eina creadora de procediments igualitaris, on la importància recau en els pensaments, opinions i reflexions i no quina posició social ocupa qui els diu.
- Intel·ligència cultural. Potenciar relacions horitzontals entre dones on el coneixement emergeix del diàleg entre dones molt diverses amb diferents nivells acadèmics, cultures diverses i gèneres diferents. És un treball en equip, entre dones acadèmiques i no acadèmiques. Per tal que les reivindicacions de les dones sense títol universitari facin visible que el feminisme no només pertany a una elit acadèmica, sinó que és responsabilitat de totes les dones.
- Creació de sentit. Fer partícips a totes les dones per poder crear una única definició de la feminitat, que sigui inclusiva, igualitària i tingui en compte les diferències de gènere.
- Transformació. Creure en l'acció de totes les dones mitjançant l'activitat conjunta de dones universitàries i no universitàries, entenent el feminisme com la defensa de la igualtat mitjançant el diàleg. En el qual unes aprenen de les altres, en un procés on s'escolten totes les veus, es llegeixen totes les paraules, per tal que totes les dones puguin expressar el que senten i afavorir accions socials transformadores.
- Solidaritat. La solidaritat entre dones es converteix en el factor clau perquè emergeixi la transformació de les relacions de gènere desiguals. Ha de servir d'ajuda per tal que moltes dones puguin recobrar la confiança en si mateixes, tant en les seves capacitats per aprendre com en les seves possibilitats per transformar les seves relacions en la vida.

## Influències

### Bell hooks
Gloria Jean Watkins, escriptora, crítica i activista feminista, reconeguda amb el nom de Bell Hooks, va destacar en les seves obres la idea de la importància d'unió de totes les dones per la lluita del feminisme independentment de la seva edat, ètnia, cultura, etc.
Els seus textos se centren, principalment, en la raça, el capitalisme i el gènere. Explica que els tres conceptes van units i que no es pot acabar amb un sense acabar amb l'altre. Va ser una de les primeres autores a parlar d'un feminisme modern i del concepte més bàsic d'aquest: "interseccionalidad". Per tant, encara que el terme de "feminisme dialògic" sorgirà posteriorment, Bell Hooks ja defensava les principals idees del moviment.

### Paulo Freire
Paulo Freire va ser un pedagog del segle XX que va desenvolupar la teoria de l'aprenentatge on afirma que l'aprenentatge va dirigit per un diàleg igualitari. Promou la idea principal que l'ésser humà es mou mitjançant el diàleg i, per tant, la comunicació és la principal eina d'aprenentatge.
També divulga el pensament crític i lliure. De la mateixa manera que parla Puigvert del feminisme dialògic i afirma que la veritable via d'aprenentatge comú entre les dones feministes ha de ser la comunicació raonada i lliure de pensament.

### Jürgen Habermas
Jürgen Habermas és un pensador, psicòleg i filòsof del segle xx. En la seva obra va afirmar que la racionalitat és la base de la comunicació, i encara que aquesta racionalitat tingui carències en els coneixements generals de l'educador, sempre que sigui un argument sòlid, la comunicació serà efectiva.
Habermas també va ser un dels primers representants del corrent i va afirmar que el col·lectiu feminista no ha d'estar influenciat per les dones que ho monopolitzen, ja que el feminisme dialògic és exactament tot el contrari, trencar tota mena de barreres i diferències entre les dones.